# 覚子内親王
覚子内親王（かくしないしんのう、建保元年（1213年） - 弘安8年8月23日（1285年9月23日））は、鎌倉時代の皇族・女院。土御門天皇の皇女。母は、源通宗の娘、通子。女院号は正親町院（おおぎまちいん）。

## 生涯
9歳の時、父院が承久の乱で土佐国に移り、寛喜2年（1230年）18歳の時に姉の春子女王の死をきっかけに出家して法号を真如覚とした。同母弟である後嵯峨天皇が即位すると、寛元元年（1243年）4月27日に内親王宣下および准三宮宣下があり、同年6月26日に院号宣下が行われた。弘安8年（1285年）に73歳で薨去した。